# Wahlen in Gibraltar
Am 1. Dezember 1921 fanden die ersten Wahlen in Gibraltar statt. Zum vielleicht ersten Mal seit 1704 wurde anerkannt, dass die Zivilbevölkerung von Gibraltar das Recht hatte, ihre eigenen Vertreter zu wählen, jedoch die Art des Wahlrechts (nur männliche Steuerzahler konnten wählen) und die Befugnisse der Vertreter wurden einschränkt. Es ist interessant, das sehr begrenzte Wahlrecht in Gibraltar mit dem zu vergleichen, das zu der Zeit im Vereinigten Königreich galt, wo drei Jahre zuvor die Abstimmung allen Erwachsenen, Männern und Frauen, gewährt worden war. Am 14. Oktober 1922 wurde ein beratender Exekutivrat eingesetzt, um den Gouverneur von Gibraltar zu beraten. Es bestand ausschließlich aus ernannten Personen, vier offiziellen und drei inoffiziellen Mitgliedern, die alle von der Krone ernannt wurden. Der Gouverneur blieb ein Soldat, dem alle Gesetzgebungs- und Exekutivbefugnisse übertragen wurden.
Seit der Gründung des Gibraltar Legislative Council im Jahr 1950 finden regelmäßig Wahlen in Gibraltar statt. Im Jahr 1969 wurde das Gibraltar House of Assembly gegründet, das 2006 in Gibraltar Parliament umbenannt wurde.

## Wahlsystem
Seit der Wahl 2006 hat das Parlament von Gibraltar 17 Abgeordnete, die für eine Amtszeit von vier Jahren gewählt werden, wobei jeder Wähler für seine Auswahl von zehn Kandidaten stimmen kann. Jeder Wähler hat zehn Stimmen.

## Gibraltar Legislative Council

### Wahl 1950
| Parlamentswahl von Gibraltar am 9. November 1950 | Parlamentswahl von Gibraltar am 9. November 1950 | Parlamentswahl von Gibraltar am 9. November 1950 |
| Partei                                           | Partei                                           | Sitze                                            |
| ------------------------------------------------ | ------------------------------------------------ | ------------------------------------------------ |
|                                                  | Association for the Advancement of Civil Rights  | 3                                                |
|                                                  | Unabhängige                                      | 2                                                |
| Gesamt                                           | Gesamt                                           | 5                                                |

### Wahl 1953
| Parlamentswahl von Gibraltar am 17. November 1953 | Parlamentswahl von Gibraltar am 17. November 1953 | Parlamentswahl von Gibraltar am 17. November 1953 | Parlamentswahl von Gibraltar am 17. November 1953 |
| Partei                                            | Partei                                            | Sitze                                             | ±                                                 |
| ------------------------------------------------- | ------------------------------------------------- | ------------------------------------------------- | ------------------------------------------------- |
|                                                   | Association for the Advancement of Civil Rights   | 3                                                 | ▬                                                 |
|                                                   | Commonwealth Party                                | 1                                                 | Neu                                               |
|                                                   | Unabhängige                                       | 1                                                 | ▼1                                                |
| Gesamt                                            | Gesamt                                            | 5                                                 | ▬                                                 |

### Wahl 1956
| Parlamentswahl von Gibraltar am 21. September 1956 | Parlamentswahl von Gibraltar am 21. September 1956 | Parlamentswahl von Gibraltar am 21. September 1956 | Parlamentswahl von Gibraltar am 21. September 1956 |
| Partei                                             | Partei                                             | Sitze                                              | ±                                                  |
| -------------------------------------------------- | -------------------------------------------------- | -------------------------------------------------- | -------------------------------------------------- |
|                                                    | Association for the Advancement of Civil Rights    | 4                                                  | ▲1                                                 |
|                                                    | Commonwealth Party                                 | 1                                                  | ▬                                                  |
|                                                    | Unabhängige                                        | 2                                                  | ▲1                                                 |
| Gesamt                                             | Gesamt                                             | 7                                                  | ▲2                                                 |

### Wahl 1959
| Parlamentswahl von Gibraltar am 24. September 1959 | Parlamentswahl von Gibraltar am 24. September 1959 | Parlamentswahl von Gibraltar am 24. September 1959 | Parlamentswahl von Gibraltar am 24. September 1959 |
| Partei                                             | Partei                                             | Sitze                                              | ±                                                  |
| -------------------------------------------------- | -------------------------------------------------- | -------------------------------------------------- | -------------------------------------------------- |
|                                                    | Association for the Advancement of Civil Rights    | 3                                                  | ▼1                                                 |
|                                                    | Unabhängige                                        | 4                                                  | ▲2                                                 |
| Gesamt                                             | Gesamt                                             | 7                                                  | ▬                                                  |

Am 11. August 1964 wurde das Amt des Chief Minister von Gibraltar geschaffen, zum ersten Chief Minister von Gibraltar wurde Joshua Hassan von der Association for the Advancement of Civil Rights ernannt.

### Wahl 1964
| Parlamentswahl von Gibraltar am 11. September 1964 | Parlamentswahl von Gibraltar am 11. September 1964 | Parlamentswahl von Gibraltar am 11. September 1964 | Parlamentswahl von Gibraltar am 11. September 1964 |
| Partei                                             | Partei                                             | Sitze                                              | ±                                                  |
| -------------------------------------------------- | -------------------------------------------------- | -------------------------------------------------- | -------------------------------------------------- |
|                                                    | Association for the Advancement of Civil Rights    | 5                                                  | ▲2                                                 |
|                                                    | Unabhängige                                        | 6                                                  | ▲2                                                 |
| Gesamt                                             | Gesamt                                             | 11                                                 | ▲4                                                 |

Joshua Hassan bleibt Chief Minister von Gibraltar.

## Gibraltar House of Assembly

### Wahl 1969
| Parlamentswahl von Gibraltar am 30. Juli 1969 | Parlamentswahl von Gibraltar am 30. Juli 1969   | Parlamentswahl von Gibraltar am 30. Juli 1969 | Parlamentswahl von Gibraltar am 30. Juli 1969 |
| Partei                                        | Partei                                          | Sitze                                         | ±                                             |
| --------------------------------------------- | ----------------------------------------------- | --------------------------------------------- | --------------------------------------------- |
|                                               | Association for the Advancement of Civil Rights | 7                                             | ▲2                                            |
|                                               | Integration with Britain Party                  | 5                                             | Neu                                           |
|                                               | Isola Group                                     | 3                                             | Neu                                           |
| Gesamt                                        | Gesamt                                          | 15                                            | ▲4                                            |

Am 6. August 1969 wurde Robert Peliza von der Integration with Britain Party zum zweiten Chief Minister von Gibraltar ernannt.

### Wahl 1972
| Parlamentswahl von Gibraltar am 23. Juni 1972 | Parlamentswahl von Gibraltar am 23. Juni 1972   | Parlamentswahl von Gibraltar am 23. Juni 1972 | Parlamentswahl von Gibraltar am 23. Juni 1972 |
| Partei                                        | Partei                                          | Sitze                                         | ±                                             |
| --------------------------------------------- | ----------------------------------------------- | --------------------------------------------- | --------------------------------------------- |
|                                               | Association for the Advancement of Civil Rights | 8                                             | ▲1                                            |
|                                               | Integration with Britain Party                  | 7                                             | ▲2                                            |
|                                               | Isola Group                                     | 0                                             | ▼3                                            |
| Gesamt                                        | Gesamt                                          | 15                                            | ▬                                             |

Am 25. Juni 1972 wurde Joshua Hassan zum dritten Chief Minister von Gibraltar ernannt.

### Wahl 1976
| Parlamentswahl von Gibraltar am 29. September 1976 | Parlamentswahl von Gibraltar am 29. September 1976 | Parlamentswahl von Gibraltar am 29. September 1976 | Parlamentswahl von Gibraltar am 29. September 1976 |
| Partei                                             | Partei                                             | Sitze                                              | ±                                                  |
| -------------------------------------------------- | -------------------------------------------------- | -------------------------------------------------- | -------------------------------------------------- |
|                                                    | Association for the Advancement of Civil Rights    | 8                                                  | ▬                                                  |
|                                                    | Gibraltar Democratic Movement                      | 4                                                  | Neu                                                |
|                                                    | Unabhängige                                        | 3                                                  | Neu                                                |
| Gesamt                                             | Gesamt                                             | 15                                                 | ▬                                                  |

Joshua Hassan bleibt Chief Minister von Gibraltar.

### Wahl 1980
| Parlamentswahl von Gibraltar am 6. Februar 1980 | Parlamentswahl von Gibraltar am 6. Februar 1980 | Parlamentswahl von Gibraltar am 6. Februar 1980 | Parlamentswahl von Gibraltar am 6. Februar 1980 |
| Partei                                          | Partei                                          | Sitze                                           | ±                                               |
| ----------------------------------------------- | ----------------------------------------------- | ----------------------------------------------- | ----------------------------------------------- |
|                                                 | Association for the Advancement of Civil Rights | 8                                               | ▬                                               |
|                                                 | Democratic Party of British Gibraltar           | 6                                               | Neu                                             |
|                                                 | Gibraltar Socialist Labour Party                | 1                                               | Neu                                             |
|                                                 | Party for the Autonomy of Gibraltar             | 0                                               | Neu                                             |
| Gesamt                                          | Gesamt                                          | 15                                              | ▬                                               |

Joshua Hassan bleibt Chief Minister von Gibraltar.

### Wahl 1984
Joshua Hassan bleibt Chief Minister von Gibraltar bis 8. Dezember 1987. Am 8. Dezember 1987 wurde Adolfo Canepa von der Association for the Advancement of Civil Rights zum vierten Chief Minister von Gibraltar ernannt.

### Wahl 1988
Am 25. März 1988 wurde Joe Bossano von der Gibraltar Socialist Labour Party zum fünften Chief Minister von Gibraltar ernannt.

### Nachwahl 1991
| Nachwahl in Gibraltar am 16. Mai 1991 | Nachwahl in Gibraltar am 16. Mai 1991           | Nachwahl in Gibraltar am 16. Mai 1991 | Nachwahl in Gibraltar am 16. Mai 1991 | Nachwahl in Gibraltar am 16. Mai 1991 | Nachwahl in Gibraltar am 16. Mai 1991 | Nachwahl in Gibraltar am 16. Mai 1991           |
| Partei                                | Partei                                          | Kandidaten                            | Stimmen                               | %                                     | Sitze                                 | Sitzverteilung nach der Wahl                    |
| ------------------------------------- | ----------------------------------------------- | ------------------------------------- | ------------------------------------- | ------------------------------------- | ------------------------------------- | ----------------------------------------------- |
|                                       | Gibraltar Social Democrats                      | Peter Caruana                         | 2.496                                 | 61,81 %                               | 1                                     | Insgesamt 15 Sitze - GSLP: 8 - GSD: 1 - AACR: 6 |
|                                       | Association for the Advancement of Civil Rights | Douglas Henrich                       | 1.542                                 | 38,19 %                               | 0                                     | Insgesamt 15 Sitze - GSLP: 8 - GSD: 1 - AACR: 6 |
| Gesamt                                | Gesamt                                          | Gesamt                                | 4.038                                 | 100 %                                 | 1                                     | Insgesamt 15 Sitze - GSLP: 8 - GSD: 1 - AACR: 6 |

### Wahl 1992
Joe Bossano bleibt Chief Minister von Gibraltar.

### Wahl 1996
Am 17. Mai 1996 wurde Peter Caruana von den Gibraltar Social Democrats zum sechsten Chief Minister von Gibraltar ernannt.

### Nachwahl 1999
| Nachwahl in Gibraltar am 4. Februar 1999 | Nachwahl in Gibraltar am 4. Februar 1999        | Nachwahl in Gibraltar am 4. Februar 1999 | Nachwahl in Gibraltar am 4. Februar 1999 | Nachwahl in Gibraltar am 4. Februar 1999 | Nachwahl in Gibraltar am 4. Februar 1999 | Nachwahl in Gibraltar am 4. Februar 1999                     |
| Partei                                   | Partei                                          | Kandidaten                               | Stimmen                                  | %                                        | Sitze                                    | Sitzverteilung nach der Wahl                                 |
| ---------------------------------------- | ----------------------------------------------- | ---------------------------------------- | ---------------------------------------- | ---------------------------------------- | ---------------------------------------- | ------------------------------------------------------------ |
|                                          | Liberal Party of Gibraltar                      | Joseph Garcia *                          | 4.395                                    | 51,47 %                                  | 1                                        | SitzverteilungInsgesamt 15 Sitze - GSLP: 6 - LPG: 1 - GSD: 8 |
|                                          | Unabhängiger                                    | Peter Cumming                            | 2.663                                    | 31,19 %                                  | 0                                        | SitzverteilungInsgesamt 15 Sitze - GSLP: 6 - LPG: 1 - GSD: 8 |
|                                          | Unabhängiger Sozialist                          | Peter Cabezutto                          | 1.144                                    | 13,40 %                                  | 0                                        | SitzverteilungInsgesamt 15 Sitze - GSLP: 6 - LPG: 1 - GSD: 8 |
|                                          | Association for the Advancement of Civil Rights | John Piris                               | 337                                      | 3,95 %                                   | 0                                        | SitzverteilungInsgesamt 15 Sitze - GSLP: 6 - LPG: 1 - GSD: 8 |
| Gesamt                                   | Gesamt                                          | Gesamt                                   | 8.539                                    | 100 %                                    | 1                                        | SitzverteilungInsgesamt 15 Sitze - GSLP: 6 - LPG: 1 - GSD: 8 |

### Wahl 2000
Peter Caruana bleibt Chief Minister von Gibraltar.

### Wahl 2003
Peter Caruana bleibt Chief Minister von Gibraltar.

## Gibraltar Parliament

### Wahl 2007
Peter Caruana bleibt Chief Minister von Gibraltar.

### Wahl 2011
Am 9. Dezember 2011 wurde Fabian Picardo von der GSLP–Liberal Alliance, einer Allianz zwischen Gibraltar Socialist Labour Party (GSLP) und Liberal Party of Gibraltar (LPG), zum siebenten Chief Minister von Gibraltar ernannt.

### Nachwahl 2013
| Nachwahl in Gibraltar am 4. Juli 2013 | Nachwahl in Gibraltar am 4. Juli 2013 | Nachwahl in Gibraltar am 4. Juli 2013 | Nachwahl in Gibraltar am 4. Juli 2013 | Nachwahl in Gibraltar am 4. Juli 2013 | Nachwahl in Gibraltar am 4. Juli 2013 | Nachwahl in Gibraltar am 4. Juli 2013                        |
| Partei                                | Partei                                | Kandidaten                            | Stimmen                               | %                                     | Sitze                                 | Sitzverteilung nach der Wahl                                 |
| ------------------------------------- | ------------------------------------- | ------------------------------------- | ------------------------------------- | ------------------------------------- | ------------------------------------- | ------------------------------------------------------------ |
|                                       | Gibraltar Socialist Labour Party      | Albert Isola *                        | 4.899                                 | 49,84 %                               | 1                                     | SitzverteilungInsgesamt 17 Sitze - GSLP: 7 - LPG: 3 - GSD: 7 |
|                                       | Gibraltar Social Democrats            | Marlene Hassan-Nahon                  | 3.927                                 | 39,95 %                               | 0                                     | SitzverteilungInsgesamt 17 Sitze - GSLP: 7 - LPG: 3 - GSD: 7 |
|                                       | Progressive Democratic Party          | Nick Cruz                             | 688                                   | 7,00 %                                | 0                                     | SitzverteilungInsgesamt 17 Sitze - GSLP: 7 - LPG: 3 - GSD: 7 |
|                                       | Unabhängiger                          | Bryan Zammit                          | 315                                   | 3,20 %                                | 0                                     | SitzverteilungInsgesamt 17 Sitze - GSLP: 7 - LPG: 3 - GSD: 7 |
| Gesamt                                | Gesamt                                | Gesamt                                | 9.829                                 | 100 %                                 | 1                                     | SitzverteilungInsgesamt 17 Sitze - GSLP: 7 - LPG: 3 - GSD: 7 |
| Wahlbeteiligung                       | Wahlbeteiligung                       | Wahlbeteiligung                       | Wahlbeteiligung                       | 46,34 %                               |                                       | SitzverteilungInsgesamt 17 Sitze - GSLP: 7 - LPG: 3 - GSD: 7 |

### Wahl 2015
Fabian Picardo bleibt Chief Minister von Gibraltar.

### Wahl 2019
Fabian Picardo bleibt Chief Minister von Gibraltar.

### Wahl 2023
Fabian Picardo bleibt Chief Minister von Gibraltar.